# やまぐちりく
やまぐち りく（1992年7月7日 - ）は、日本の元AV女優、元ヌードモデルである。MINTに所属していた。

## 人物
やまぐちりこ（中西里菜）は実姉。料理を趣味とする。

## 概歴
2011年
- 1月31日に『週刊大衆』2月14日号でヘアヌードを公開し、SODstarからAVにデビューすることを発表した。
- 2月4日に公式ブログ「やまぐちりくジョウホウブログ」を始めた。
- 2月10日に双葉社から初のヘアヌード写真集『Riku』を発売した。
- 3月5日にAV作品『あの国民的アイドルの妹 やまぐちりくAVDebut』を発売した。
- 4月21日に2作目AV作品『えげつない体位と超極小モザイクで堪能する国民的アイドルの妹 やまぐちりく』を発売した。
- 8月18日にやまぐちりくオフィシャルブログを始めた。

2012年
- 3月に引退した。

## 作品

### アダルトビデオ
- あの国民的アイドルの妹 やまぐちりくAVDebut（2011年3月5日、SODstar）STAR-262
- えげつない体位と超極小モザイクで堪能する 国民的アイドルの妹 やまぐちりく（2011年4月21日、SODstar）STAR-r271
- やまぐちりく 失禁するほど…。（2011年5月19日、SODstar）STAR-276
- 学園コスプレ×超極小デジタルモザイク 国民的アイドルの妹 やまぐちりく（2011年6月18日、SODstar）STAR-283
- 国民的アイドルの妹 やまぐちりく エッチ中も、フェラ中も、何をされても絶対にカメラ目線!!（2011年7月21日、SODstar）STAR-290
- 人生初の公然ワイセツSEX どんなに気持ちよくても声出しちゃダメ!!（2011年8月6日、SODstar）STAR-300
- やまぐちりく 19歳、性欲、覚醒（2011年9月8日、SODstar）STAR-309
- 痴漢されて発情する・・・清純女子高生 やまぐちりく（2011年10月6日、SODstar）STAR-312
- 誘惑オフィスレディ やまぐちりく（2011年11月19日、SODstar）STAR-321
- 最初で最後の姉妹共演 やまぐちりこ やまぐちりく（2011年12月8日、SODstar）STAR-323 やまぐちりこと姉妹共演
- やまぐちりく 濃厚Hフルコース（2012年1月19日、SODstar）STAR-332
- やまぐちりく 初中出し天国（2012年2月23日、SODstar）STAR-338
- やまぐちりこ やまぐちりく AV引退（2012年3月8日、SODstar）SDDS-024

### 写真集
- Riku（2011年2月10日、双葉社 撮影：大橋ケンイチ）ISBN 978-4-575-30295-0
- rico-riku（2011年11月10日、イースト・プレス）ISBN 978-4781607139

## 外部サイト
- BELLTECH